# ヴィクトリア・ユキ
ヴィクトリア・ユキ（1992年12月18日 - ）は、イタリア出身のAV女優。

## 略歴・人物
イタリア生まれの生粋のイタリア人*。 (Asti)
14歳で日本のポップカルチャー（特にモーニング娘。）にはまる。その過程で日本のAVにも興味を持ち、AV女優を調べていくうちにみひろを知る。みひろに魅了され、彼女のようなAV女優になりたいという夢を抱く。
ツテのないまま日本行を決め、2014年11月に念願のデビューを果たす。

## 出演作品

### アダルトDVD
2014年
- ジャパニーズポップカルチャー大好き!日本のAV女優に憧れてイタリアからやってきた美少女 ヴィクトリア★ユキ 21歳 Debut!!（11月14日、V&R PRODUCE）

2015年
- 続・時間よ止まれ! SP ヴィクトリアよ止まれ!（1月9日、V&R PRODUCE）
- ヴィクトリア★ユキ 人生初の露出羞恥プレイ 野外サバイバルスタンプラリー（2月13日、V&R PRODUCE）

## テレビ出演
- 魚拓と成瀬のツキとスッポンぽん #33・#34（2015年4月、パチ・スロ サイトセブンTV）